# Matelea aliciae
Matelea aliciae är en oleanderväxtart som beskrevs av G. Morillo. Matelea aliciae ingår i släktet Matelea och familjen oleanderväxter. Inga underarter finns listade i Catalogue of Life.